# Haaksbergen
Haaksbergen är en stad och kommun i regionen Twente, i provinsen Overijssel i Nederländerna. Kommunens totala area är 105,50 km² (där 0,68 km² är vatten) och invånarantalet är på 24 229 invånare (2021).